# Ibrahim Mahama
Pour les articles homonymes, voir Mahama.
Ibrahim Mahama (né à Tamale, au Ghana, en 1987) est un artiste contemporain ghanéen. Auteur d'installations et de performances et adepte de l'art conceptuel et de l'art action, il développe les relations entre l'espace et la politique. Considéré comme une figure majeure de l'art contemporain ghanéen, il est l'un des artistes africains les plus recherchés.

## Biographie
Ibrahim Mahama naît à Tamale, au Ghana, en 1987.
Mahama suit des études à l'université des sciences et technologies Kwame Nkrumah de Kumasi, où il obtient un Bachelor of Fine Arts en Peinture en 2010. Il s’intéresse d'abord à la peinture classique et aux collages de Robert Rauschenberg. En tant qu'étudiant en art, Mahama visite la dOCUMENTA (13) en 2012, ce qui a un profond impact sur son travail, le poussant à travailler avec son propre corps. Mahama obtient un Master of Fine Arts en Peinture et Sculpture à la même université en 2013. En 2017, il reçoit une bourse DaaD et rédige une thèse sur la Redéfinition du travail artistique dans son propre cadre à l'université de Kumasi. Mahama profite de son séjour à Berlin de 2017 à 2018 pour arrêter ses nombreuses tournées et installations à l'international : considéré comme une figure majeure de l'art contemporain ghanéen, il acquiert une renommée grandissante faisant de lui l'un des artistes les plus recherchés d'Afrique.
En 2017, Ibrahim Mahama participe à documenta 14 sur plusieurs sites des deux villes hôtes : sur la place Syntagma, devant le parlement grec, d'Athènes, en Grèce, et autour de la Torwache (de) de Cassel, en Allemagne.
En mars 2019, Ibrahim Mahama ouvre un centre d'art contemporain dans sa ville natale, The Savannah Centre for Contemporary Art, pour développer l'art contemporain dans son pays. L'inauguration présente une rétrospective de l'artiste ghanéen moderniste Kofi Dawson.
En mai 2019, Mahama est sélectionné pour représenter le Ghana avec cinq autres artistes pour la première participation de son pays à la Biennale de Venise. Intitulée Ghana Freedom, l'exposition étudie l'héritage et les trajectoires de l'indépendance du Ghana en 1957 et est commissariée par Nana Oforiatta Ayim et David Adjaye. Selon Mahama, cette participation se veut aussi être « le point de départ pour un futur musée au Ghana. On a besoin d’institutions qui donnent une conscience aux plus jeunes générations. »
Il est annoncé comme l'un des 33 participants à la Biennale de Sydney, en 2020.

## Œuvre

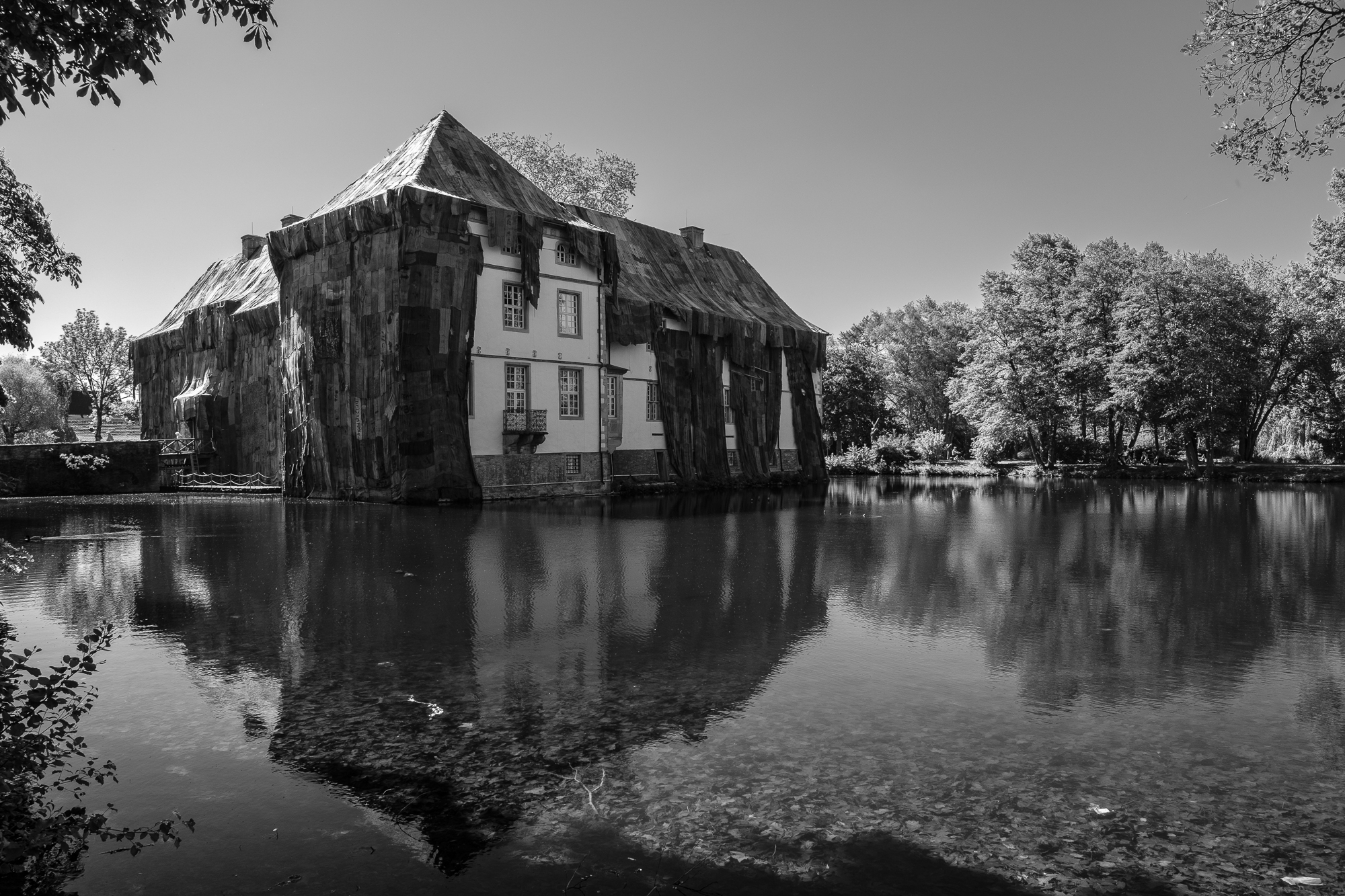
Installation d'Ibrahim Mahama sur un château en Allemagne.

Ibrahim Mahama se fait connaître à l'international grâce à ses installations à grande échelle. Souvent réalisées en collaboration avec d'autres artistes, des personnes qu'il engage ou le public, ces installations utilisent des matériaux récupérés en milieu urbain,. Il utilise ainsi la transformation des matériaux pour explorer les thèmes des produits de base, des migrations, de la mondialisation et des échanges économiques, et enveloppe souvent des bâtiments ou espaces publics de tissus recomposés, afin de « perturber et de subvertir la politique des espaces en leur attribuant de nouvelles formes, en leur imposant de nouvelles significations ou en les dépouillant de leur sens original ».
Mahama utilise par exemple des restes de bois ou plus particulièrement des sacs de jute cousus ensemble et drapés sur des structures architecturales. Ces sacs symbolisent les marchés commerciaux du Ghana : fabriqués en Asie du Sud-Est, les sacs sont importés pour transporter des fèves de cacao puis sont utilisés pour le transport de nourriture, de charbon de bois et d'autres produits. Ceux qui les tissent, les emballent, les chargent et les transportent laissent leurs sueurs, noms, dates et autres coordonnées sur les sacs. Les sacs deviennent ainsi « des peaux avec des scarifications qui trahissent leur héritage sociopolitique et économique ».
Pour Nkansa Non-Orientable, Mahama utilise d'anciens matériaux de cordonniers — outils de polissage et de réparation de chaussures ; talons ; marteaux et aiguilles — pour produire avec l'aide de dizaines de collaborateurs qu'il a engagés des centaines de « boîtes de cordonnier ». Ces matériaux, obtenus au moyens de négociations et d'échanges, participent de la démarche de l'artiste qui étudie la vie des matériaux et leur potentiel dynamique.
Dans A Grain of Wheat 1918-1945 (2015-2018), Mahama réutilise des brancards de la seconde Guerre mondiale qu'il étire à l'aide de tissus domestiques et de papiers à poisson fumé d'Afrique de l'Ouest : ce « monument au travail et à la souffrance » rappelle les individus amassés silencieusement aux frontières.

## Expositions notables

### Individuelles
- Cannon Wax, Jamestown, Accra, Ghana (2013)[1]
- Factory machines and trucks, Kumasi, Ghana (2013)[1]
- Civil Occupation, Ellis King, Dublin, Irlande (2014)[1]
- Material Effects, Eli and Edythe Broad Art Museum, Michigan State University, Michigan, États-Unis (2015)[1]
- Silence between the Lines: Anagrams of emancipated Futures, K.N.U.S.T, Jackson, Contemporary Art Centre, Ghana (2015)[1]
- Fragments, White Cube, Londres, Royaume-Uni (2017)[1],[10]
- Exposition publique au Rockefeller Center de New York, États-Unis (2015)[11]
- The memory of love, Frac des Pays de la Loire, Nantes, 2022[12]

### Collectives
- documenta 14, 2017 (à Athènes et à Cassel, en Allemagne)[13]
- Biennale de Venise, 2019[3]